# Peristernia
Genre
Peristernias est un genre de mollusques gastéropodes marins de la famille des Fasciolariidae.

## Liste des espèces
Selon World Register of Marine Species (16 novembre 2014) :
- Peristernia aethiops Macpherson, 1959
- Peristernia allioni (Michelotti, 1847) †
- Peristernia angulata (G. B. Sowerby III, 1888)
- Peristernia annulata Melvill, 1891
- Peristernia aureocincta Sowerby, 1875
- Peristernia australiensis (Reeve, 1847)
- Peristernia bicolor (Küster & Kobelt, 1874)
- Peristernia canthariformis Melvill, 1891
- Peristernia carlajoostae Lussi, 2014
- Peristernia carotiana (Tapparone Canefri, 1880)
- Peristernia castanoleuca Tapparone Canefri, 1879
- Peristernia chlorostoma (G. B. Sowerby I, 1825)
- Peristernia clathrata (Valenciennes, 1840)
- Peristernia columbarium (Gmelin, 1791)
- Peristernia cremnochione Melvill, 1891
- Peristernia crocea (Gray, 1839)
- Peristernia decorata (Adams, 1855)
- Peristernia despecta (Adams, 1855)
- Peristernia forskalii (Tapparone Canefri, 1875)
- Peristernia funiculata (Tapparone Canefri, 1882)
- Peristernia fuscotincta (Sowerby III, 1886)
- Peristernia gemmata (Reeve, 1847)
- Peristernia granulosa (Pease, 1868)
- Peristernia hilaris Melvill, 1891
- Peristernia incerta Schepman, 1911
- Peristernia iniuensis Melvill, 1891
- Peristernia jeaniae (Melvill, 1911)
- Peristernia lirata (Pease, 1868)
- Peristernia loebbeckei (Küster & Kobelt, 1876)
- Peristernia malvastoma Lussi, 2014
- Peristernia marquesana (A. Adams, 1855)
- Peristernia melanorhynca (Tapparone Canefri, 1882)
- Peristernia moltenii Bozzetti, 2014
- Peristernia nassatula (Lamarck, 1822)
- Peristernia neglecta (A. Adams, 1855)
- Peristernia nigritella (Tapparone Canefri, 1882)
- Peristernia pulchella (Reeve, 1847)
- Peristernia reincarnata Snyder, 2000
- Peristernia retiaria Melvill, 1891
- Peristernia rollandi (Bernardi & Crosse, 1861)
- Peristernia rosea (Reeve, 1846)
- Peristernia scabra (Souverbie, 1869)
- Peristernia smithiana Melvill, 1891
- Peristernia squamosa (Pease, 1863)
- Peristernia striata (Pease, 1868)
- Peristernia sulcata (Gray, 1839)
- Peristernia taitensis (Lesson, 1842)
- Peristernia tayloriana (Reeve, 1848)
- Peristernia tulipa (Lesson, 1841)
- Peristernia ustulata (Reeve, 1847)
- Peristernia venusta Smith, 1911
- Peristernia violacea (Reeve, 1847)
- Peristernia xantochroa (Tapparone Canefri, 1880)
- Peristernia zealandica (Küster & Kobelt, 1876)